# Non ci sei più
Non ci sei più è un singolo del cantautore italiano Mameli, pubblicato il 24 gennaio 2020 come secondo estratto dal primo album in studio Amarcord.

## Descrizione
La canzone descrive il dolore e la nostalgia di una persona dopo una separazione, la riflessione sulla mancanza dell'ex partner con l'uso di riferimenti a oggetti e situazioni ormai "scomparsi", come MSN e cassette VHS. Nonostante cerchi di andare avanti, il protagonista del testo sente costantemente la sua assenza, esprimendo un senso di solitudine e vuoto, sottolineando anche la difficoltà di accettare la fine della relazione.

## Tracce
Testi di Mario Castiglione, Giovanni Cerrati, musiche di Mario Castiglione.
1. Non ci sei più – 3:00